# Raión de Goriachi Kliuch
El raión de Goriachi Kliuch (del ruso: Горячеключевский район) fue una división administrativa del krai de Krasnodar de la República Socialista Federativa Soviética de Rusia, en la Unión de Repúblicas Socialistas Soviéticas que existió entre 1924 y 1963. Su centro administrativo era Goriachi Kliuch. El raión ocupaba el área que actualmente (2012) ocupa el ókrug urbano de la ciudad-balneario de Goriachi Kliuch.
Su población en 1959 era de 41 683 habitantes.

## Historia
El raión fue establecido el 2 de junio de 1924 como parte del ókrug de Kubán del óblast del Sudeste. Inicialmente estaba compuesto por doce selsoviets: Bakinski, Bezymianni, Goriachi Kliuch, Kliuchevói, Kutaiski, Mártanski, Penzenski, Sadovi, Sarátovski, Súzdalski, Chernomórski y Shabano-Tjamajinski.
El 16 de noviembre de ese mismo año pasó al krai del Cáucaso Norte. El 10 de enero de 1934 pasa al krai de Azov-Mar Negro y el 13 de septiembre de 1937 pasa al krai de Krasnodar.  El 11 de febrero de 1963 el raión fue disuelto. Parte de su territorio se integró con el raión de Apsheronsk en el raión industrial de Apsheronsk y parte en el de Beloréchensk.

## División administrativa
El 1 de abril de 1941 el raión estaba formado por el posiólok Goriachi Kliuch y los selsoviets Bakinski, Bezymianni, Dvenadtsati, Kliuchevoi, Kutaiski, Martanski, Piatigorski, Sarátovski, Súzdalski, Chernomorski y Shabano-Tjamajinski.